# Tadeusz Tertil
Tadeusz Tertil (7. září 1864 Sanok – 31. března 1925 Tarnów) byl rakouský právník a politik polské národnosti z Haliče, na počátku 20. století poslanec Říšské rady a dlouholetý starosta Tarnowa.

## Biografie
Studoval na gymnáziu, pak půl roku studoval v kněžském semináři v Přemyšli. Následně nastoupil na právnickou fakultu Lvovské univerzity. Získal titul doktora práv. Oženil se a přestěhoval do Tarnowa, kde si otevřel advokátní kancelář. Podílel se na veřejných aktivitách, pracoval v právní kanceláři pro chudé, kterou založil Józef Pisz. Od roku 1893 zasedal ve vedení místní organizace Sokola, později byl jejím předsedou. Od roku 1906 byl členem městské rady v Tarnowě a roku 1907 se stal starostou. Ve funkci setrval šestnáct let. Od roku 1908 byl i poslancem Haličského zemského sněmu, kde reprezentoval Demokratický klub. Poslancem zemského sněmu byl do roku 1914.
Působil také coby poslanec Říšské rady (celostátního parlamentu Předlitavska), kam usedl ve volbách do Říšské rady roku 1911, konaných podle všeobecného a rovného volebního práva. Byl zvolen za obvod Halič 16.
Patřil mezi polské demokraty (Polskie Stronnictwo Demokratyczne). Po volbách roku 1911 byl na Říšské radě členem poslaneckého Polského klubu.
Po válce byl členem Polské likvidační komise, která přebírala moc po bývalém Rakousku-Uhersku.